# Giacobbe
Giacobbe (ebraico יַעֲקֹב: Yaʿăqōv, greco antico ᾿Ιακώβ, latino Iacob, arabo يعقوب Yaʿqūb) è stato, secondo la Bibbia, uno dei Padri dell'Ebraismo nonché eroe eponimo del popolo di Israele. Giacobbe significa "il soppiantatore". Il nome deriva da ʿāqēb ossia "tallone"; fu chiamato così poiché, « al momento del parto, teneva con la mano il calcagno del fratello gemello, nato per primo e quindi destinatario del diritto di primogenitura », che poi, esattamente, contestò, così come sottrasse al fratello la benedizione paterna con l'inganno.
Venne soprannominato "Israele" da YHWH stesso, in quanto "lottò col Signore e vinse": dalla radice śry, lottare, ed El, Signore. Le sue vicende sono narrate nel libro della Genesi.
Per tutte le Chiese cristiane è il Terzo e ultimo Patriarca, dopo il padre Isacco e il nonno paterno Abramo.

## Etimologia

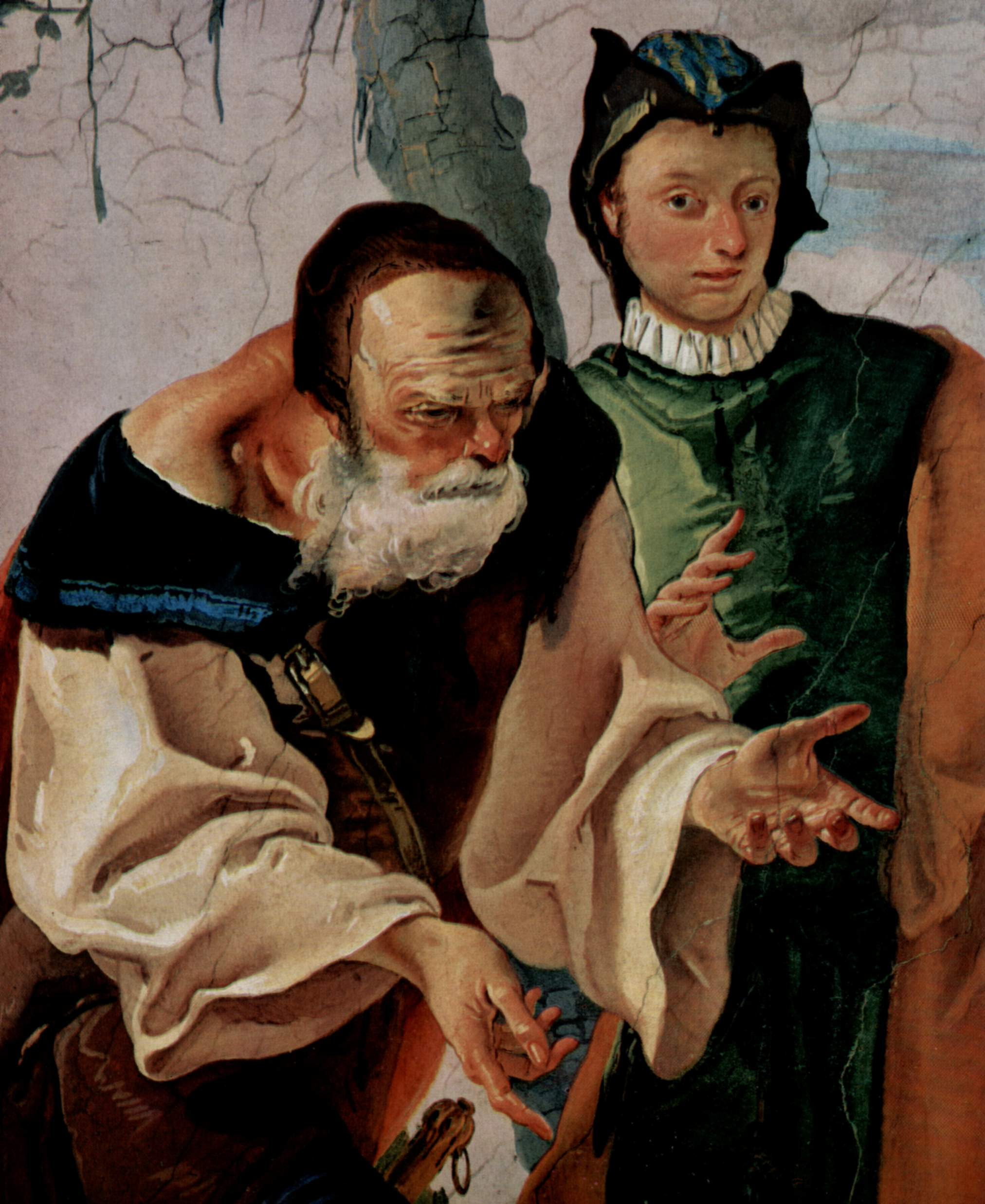
Giambattista Tiepolo: Rachele nasconde gli idoli (dettaglio di Giacobbe), Palazzo Patriarcale, Udine (1726-1728)

Il nome Giacobbe deriva da aqeb ossia "tallone"; infatti Giacobbe al momento del parto teneva con la mano il calcagno del fratello gemello [Genesi 25, 26]. Inoltre, con riferimento all’episodio in cui Giacobbe sottrasse con l’inganno la primogenitura al gemello, il nome si fa derivare dalla radice aqav che significa "soppiantare – tallonare". Infatti, in quell’episodio, Esaù esclama al padre Isacco: "Forse perché si chiama Giacobbe mi ha soppiantato già due volte? Già ha carpito la mia primogenitura ed ecco ora ha carpito la mia benedizione!".
Per quanto riguarda il nome Israele, secondo quanto affermato nella Bibbia, esso deriva dalla radice shr, lottare, ed El, Signore.
Il nome, teoforico come altri nomi biblici (Elia, Emmanuele, ecc.), è l'unione di El (Dio) e sciarach: "chi combatte per il Signore" (cfr. Sabaoth che significa "Signore degli Eserciti").
Altre interpretazioni erano in voga negli anni 1930 quando le leggi razziali naziste obbligarono ogni ebreo tedesco con primo nome non ebraico a registrarsi con un nuovo nome, aggiuntivo e davanti al nome proprio: "Israele" se maschio e "Sara" se femmina.

## Racconto biblico
Giacobbe era figlio di Isacco e di Rebecca, che non era riuscita ad avere figli per molti anni. Era inoltre fratello gemello di Esaù, che nacque però per primo. Esaù era il favorito di Isacco, mentre Giacobbe era il favorito della madre Rebecca. Mentre Esaù divenne un accanito cacciatore, Giacobbe mostrava un temperamento tranquillo.
Un giorno Esaù tornò a casa affamato e stanco e, pur di mangiare subito, vendette al fratello Giacobbe la primogenitura in cambio di un piatto di lenticchie (Genesi 25, 29-34); in seguito, quando Isacco era in punto di morte, Giacobbe obbedì alla madre Rebecca, che aveva organizzato un piano per far carpire a Giacobbe stesso la benedizione prevista per Esaù, indossando una pelliccia di animale, così da poter passare per il fratello, che era molto peloso. Per sottrarsi all'ira di Esaù, dopo la richiesta del padre Isacco, Giacobbe fuggì presso suo zio Labano.
Giacobbe lavorò, quindi, presso lo zio Labano, custodendone il bestiame, e si arricchì oltre misura truffando lo stesso zio con un espediente. Giacobbe infatti chiese a Labano, come compenso per il proprio lavoro, di poter ricevere le bestie striate, punteggiate e chiazzate, precisando: «In futuro la mia stessa onestà risponderà per me». In tal modo Giacobbe si arricchì facendo nascere gli animali striati, punteggiati e chiazzati, che avrebbe ricevuto in pagamento, solo da coppie di bestie robuste, esponendo alla loro vista durante l'accoppiamento rami intagliati a strisce, secondo una credenza dell'epoca, lasciando a Labano solo quelli nati da coppie deboli (durante il cui accoppiamento, sempre secondo la credenza citata, non esponeva i rami intagliati a strisce). Sposò, in seguito, prima Lia e poi Rachele, figlie di Labano e sue cugine, dalle quali ebbe otto figli; altri quattro figli li ebbe da due schiave, Zilpa e Bila. Dai dodici figli maschi di Giacobbe ebbero origine le dodici tribù di Israele.

### Il sogno della scala di Giacobbe

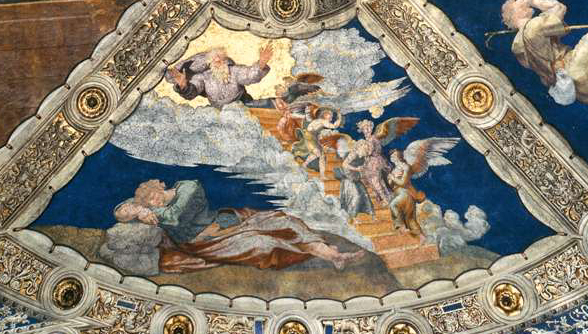
Raffaello, Scala di Giacobbe (Vaticano, 1511)

Una notte, durante il viaggio che lo portò a nascondersi presso lo zio Labano per sfuggire al fratello Esaù, Giacobbe fece un sogno (Genesi 28:10-22): una scala da terra si protendeva sino in cielo, con angeli che ascendevano e discendevano. 
Nel sogno Dio gli parlava, promettendogli la terra sulla quale stava dormendo e un'immensa discendenza nella quale tutte le famiglie della terra sarebbero state benedette in lui e nei suoi successori.

### La lotta con Dio (teomachia)

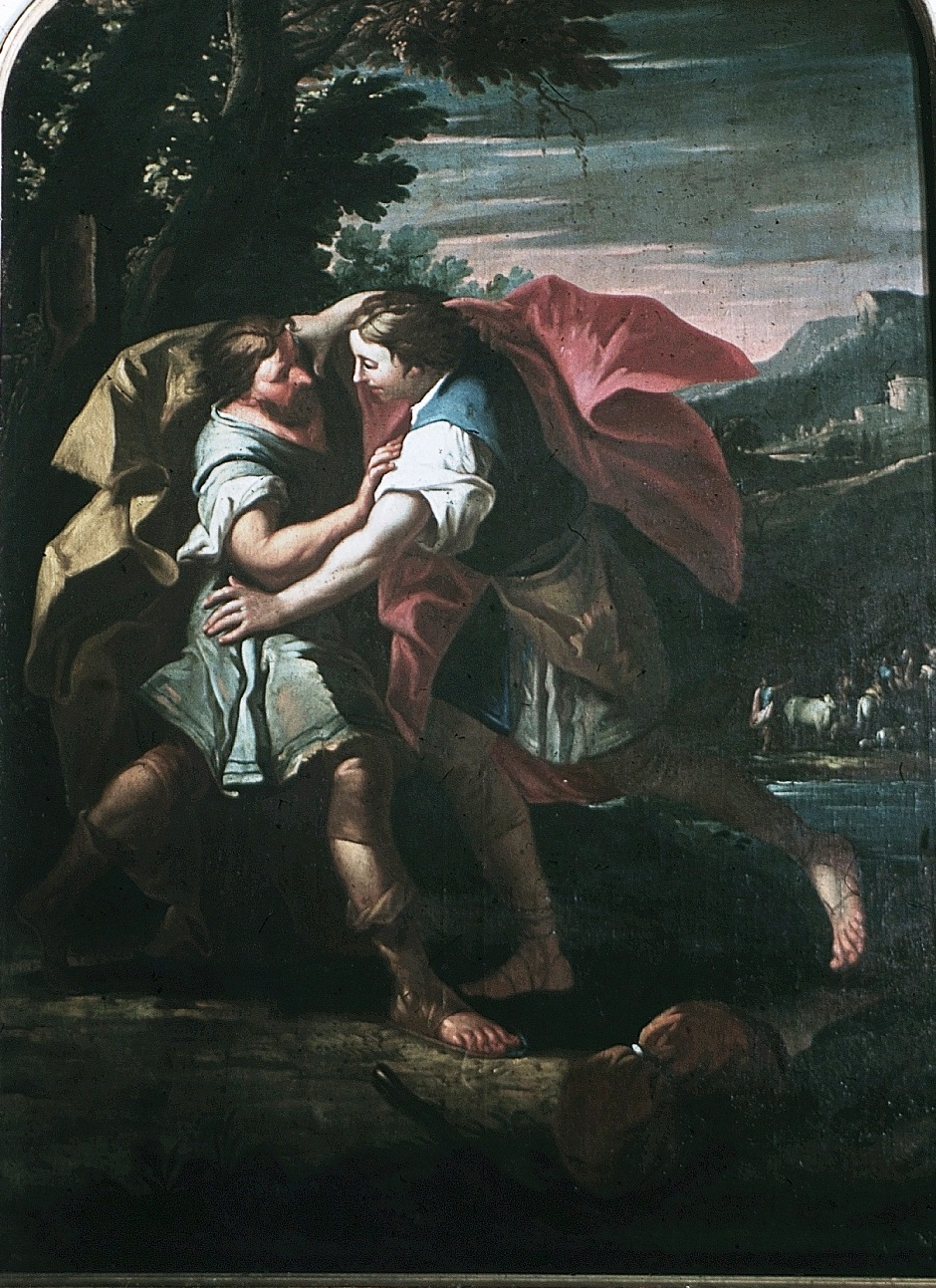
Il combattimento notturno di Giacobbe con l'Angelo di Dio sulle rive dell'Iabbok, in un affresco di Livio Retti a Schwäbisch Hall (XVIII sec.)

La notte prima dell'incontro ebbe una misteriosa lotta (teomachia) con Dio nelle sembianze di un uomo o un angelo, fino all'alba. Vedendo che non riusciva a vincerlo, quest'uomo lo colpì al nervo sciatico rendendolo claudicante, ma Giacobbe continuò a lottare, finché l'uomo gli chiese di lasciarlo andare. A quel punto Giacobbe gli chiese la benedizione, e l'uomo gli diede il nome Israele (che in ebraico significa "uomo che vide la figura di Dio" o "uomo che lotta con Dio").
Da questo episodio nasce il divieto, previsto dalle norme di casherut, di cibarsi di carne (ovviamente di animali permessi) attraversata da tagli al nervo sciatico. Osservano gli esegeti della École biblique et archéologique française (i curatori della cattolica Bibbia di Gerusalemme) come in questo racconto, di tradizione «jahvista», "si tratta di una lotta fisica, un corpo a corpo con Dio, in cui Giacobbe sembra dapprima trionfare. Quando ha riconosciuto il carattere soprannaturale del suo avversario, forza la sua benedizione".

### Giacobbe e il figlio Giuseppe
La storia di Giacobbe si intreccia con quella del suo undicesimo figlio, nonché il suo prediletto, Giuseppe. Quando quest'ultimo, dopo essere stato venduto dai fratelli, divenne ministro del faraone, fece trasferire le Tribù di Israele, e Giacobbe stesso, in Egitto per salvarli dalla lunga carestia, apparsa in sogno al faraone, sotto forma di 7 vacche magre - sogno che Giuseppe interpretò. Giacobbe prima di morire rivolse a ciascuno dei suoi figli diverse benedizioni e fu inumato accanto agli altri patriarchi, Abramo e Isacco, nella cava sita nel campo di Macpela.
Come tutti i patriarchi veterotestamentari, Giacobbe è venerato come santo dalla Chiesa cattolica il giorno 25 dicembre.

## La discendenza di Giacobbe
Alcuni passi biblici - come rilevano anche gli esegeti del cattolico Nuovo Grande Commentario Biblico, della Bibbia TOB e della Bibbia di Gerusalemme - divergono in merito al numero di famigliari che entrarono in Egitto con Giacobbe:
- Genesi 46, 26-27[24]: Tutte le persone che entrarono con Giacobbe in Egitto, uscite dai suoi fianchi, senza le mogli dei figli di Giacobbe, sono sessantasei. I figli che nacquero a Giuseppe in Egitto sono due persone. Tutte le persone della famiglia di Giacobbe, che entrarono in Egitto, sono settanta.
- Esodo 1, 5[25]: Tutte le persone nate da Giacobbe erano settanta, Giuseppe si trovava già in Egitto.
- Atti 7, 14[26]: Giuseppe allora mandò a chiamare Giacobbe suo padre e tutta la sua parentela, settantacinque persone in tutto.

## Sepoltura di Giacobbe
Simili divergenze si trovano in merito al luogo della sepoltura di Giacobbe:
- Genesi 50, 13[27]: I suoi figli lo portarono nel paese di Canaan e lo seppellirono nella caverna del campo di Macpela, quel campo che Abramo aveva acquistato, come proprietà sepolcrale, da Efron l'Hittita, e che si trova di fronte a Mamre.
- Atti 7, 15-16[28]: E Giacobbe si recò in Egitto, e qui egli morì come anche i nostri padri; essi furono poi trasportati in Sichem e posti nel sepolcro che Abramo aveva acquistato e pagato in denaro dai figli di Emor, a Sichem.

Gli studiosi dell'interconfessionale Bibbia TOB sottolineano come il passo degli Atti degli Apostoli "confonde la caverna di Macpela comprata da Abramo col campo comprato da Giacobbe a Sichem, come pure l'inumazione di Giacobbe a Macpela con quella di Giuseppe a Sichem", mentre gli esegeti della École biblique et archéologique française (i curatori della cattolica Bibbia di Gerusalemme) fanno osservare - in merito alle discrepanze in alcuni manoscritti - che tale passo degli Atti "segua una tradizione non conforme alla Bibbia: da qui le correzioni tentate da diverse varianti [di manoscritti]". Anche all'interno dello stesso libro della Genesi si fondono poi tradizioni divergenti in merito alla sepoltura di Giacobbe.

## Esegesi ebraica
- Secondo l'esegesi ebraica della Torah, Giacobbe fu il solo tra i Patriarchi ebrei ad avere tutti figli ebrei e Zaddiqim.
- « Una corda tripla non si taglia con facilità »  ( Ecclesiaste 4:9-12, su laparola.net.)

La Qabbalah afferma che rappresenta la Sefirah Tiferet e portò redenzione ad Avraham ed Isacco.
- Giacobbe ebbe anche nome Israel[Nota 9] (cfr Angelo) e Yeshurun (cfr Urim e Tummim), quest'ultimo "nome" correlato alla "gioia provata" da Dio per lui, terzo Patriarca ebreo.
- Esiste uno tra i Nomi di Dio nella Bibbia così definito: "Rocca" di Giacobbe.
- A Giacobbe viene attribuito il merito della Tefillah di Arvit (cfr Preghiera ebraica).
- Viene insegnato dai Profeti ebrei e dai Rabbanim che nell'era messianica si dice: "Giacobbe, [è] nostro padre"[Nota 10].
- Giacobbe aveva 50 anni quando Sem morì.
- A Giacobbe viene anche attribuita la Mitzvah della Kippah da quando, sul monte Moryah in Sion (cfr Gerusalemme), mise sotto la sua testa delle pietre che, per miracolo, [ne] divennero una sola; in quel momento egli vide in sogno angeli che salivano e scendevano da una "scala" quando poi Dio gli "parlò" cosicché esclamò: "Questa è proprio la Porta del Cielo... ed io non lo sapevo" (secondo diverse opinioni dell'Ebraismo rabbinico, quegli angeli furono gli stessi delle 70 nazioni).
- Egli aveva in segreto con la sposa Rachele una "parola" che lei stessa poi rivelò alla sorella Leah (cfr Matrimonio (religione)).
- Giacobbe perse Ruach haQodesh e quindi parte di Profezia, sconfortato per l'episodio di Yosef, di cui non seppe sino a molti anni dopo: i due infatti si rincontrarono con molti onori, anche grazie ai fratelli ormai perdonati (Parashah e Provvidenza).
- Giacobbe, come già gli altri Patriarchi ebrei consapevole di questo, voleva rivelare ai propri figli quanto per Profezia celato per l'era messianica.

## Il Dio di Abramo, di Isacco e di Giacobbe
Il semplice confronto di alcuni passi nello stesso Libro della Genesi riferisce la promessa di Dio ad Abramo per una discendenza numerosa (Gn 13:16, 15:5, 17:5, 22:17) quanto le stelle del cielo, la benedizione rinnovata ad Isacco nel nome di Abramo per tutte le nazioni della terra (Genesi 26:4-24, e 28:24), e poi a Giacobbe (Genesi 35:12) con il rinnovo della promessa della stirpe della terra data ai suoi padri.
I biblisti e gli ebraisti riportano almeno un paio di motivi per pensare alla figura di Giacobbe e al suo rapporto col divino come emblema d'una tipologia spirituale del tutto particolare, all'interno d'una tripartizione che chiama in causa anche i primi due patriarchi ebrei.
(Roberto Della Rocca)
(Alberto Mello)

## Galleria d'immagini

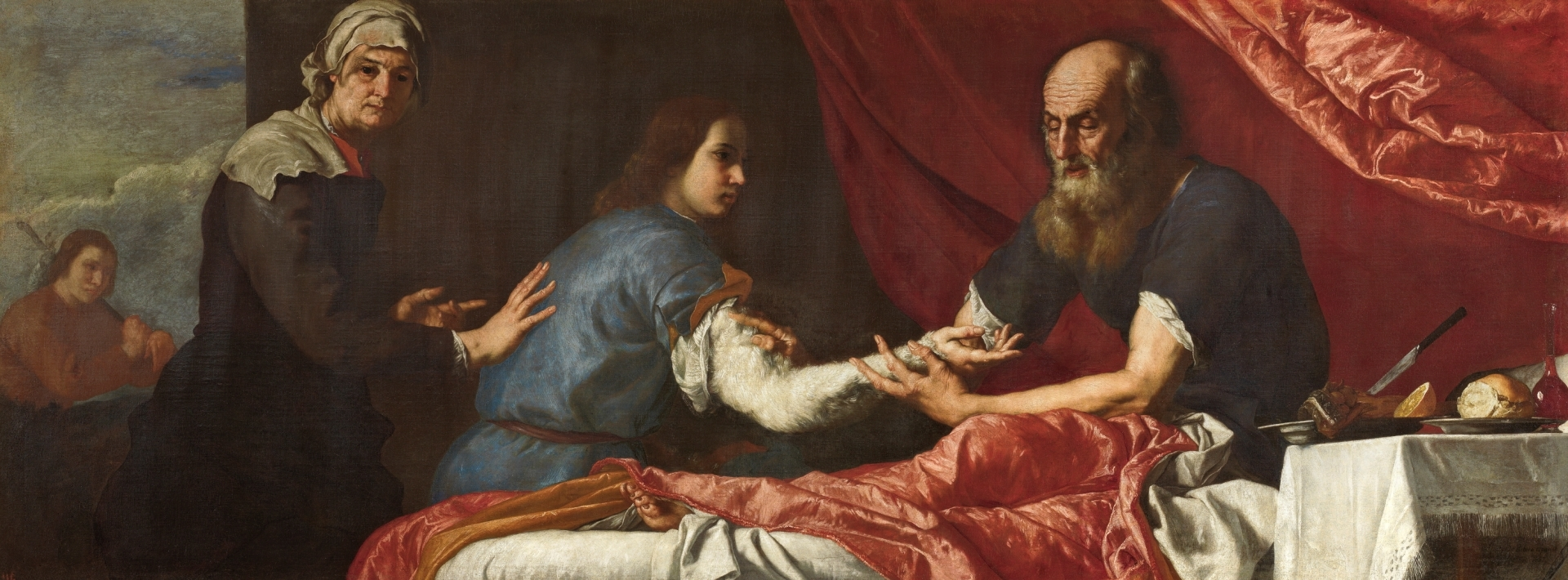
Spagnoletto: Giacobbe carpisce la benedizione da Isacco con l'aiuto di Rebecca, Museo del Prado, Madrid (1637)
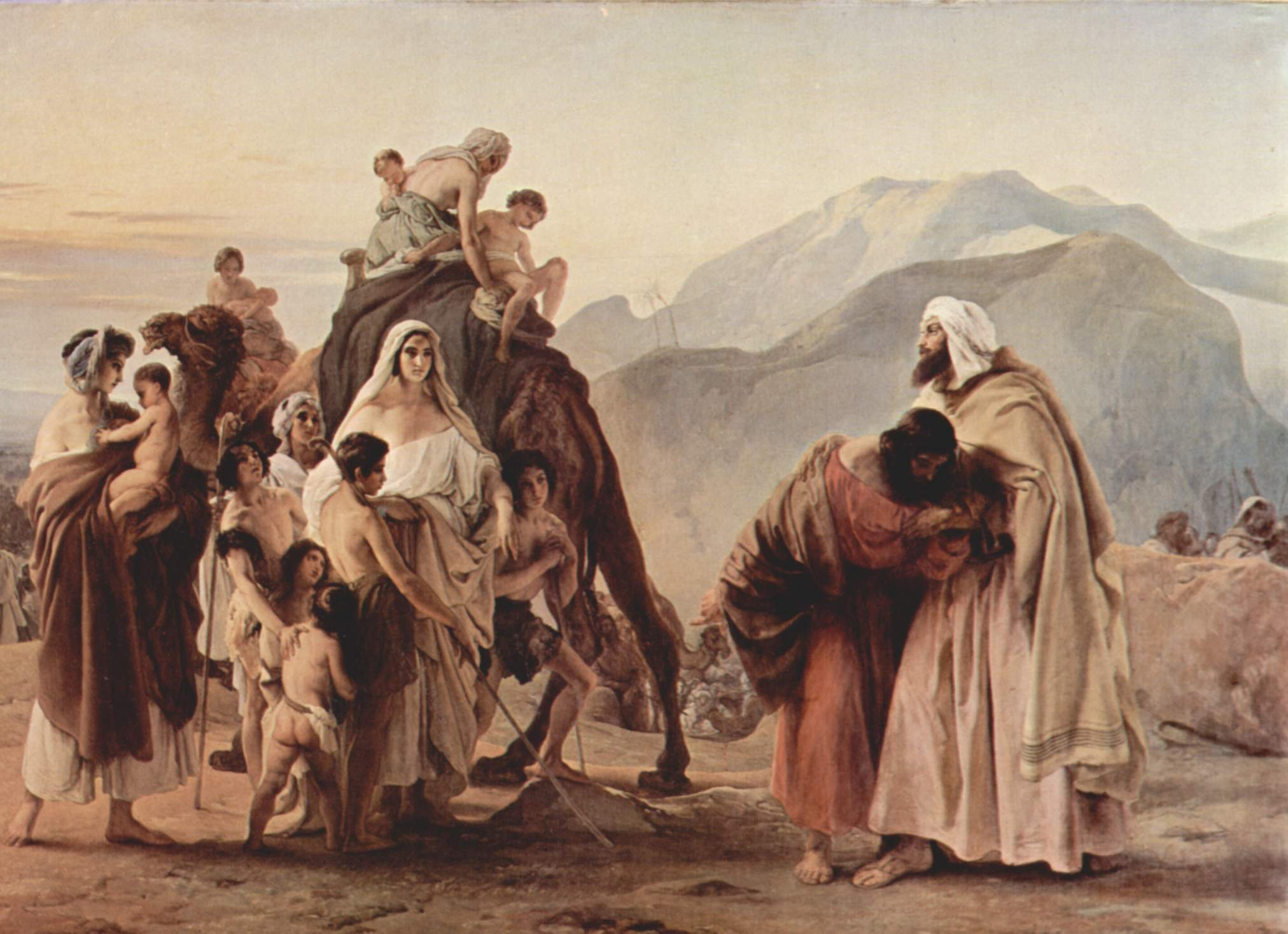
Francesco Hayez: Rappacificamento fra Giacobbe ed Esaù, Pinacoteca Tosio Martinengo, Brescia (1844)
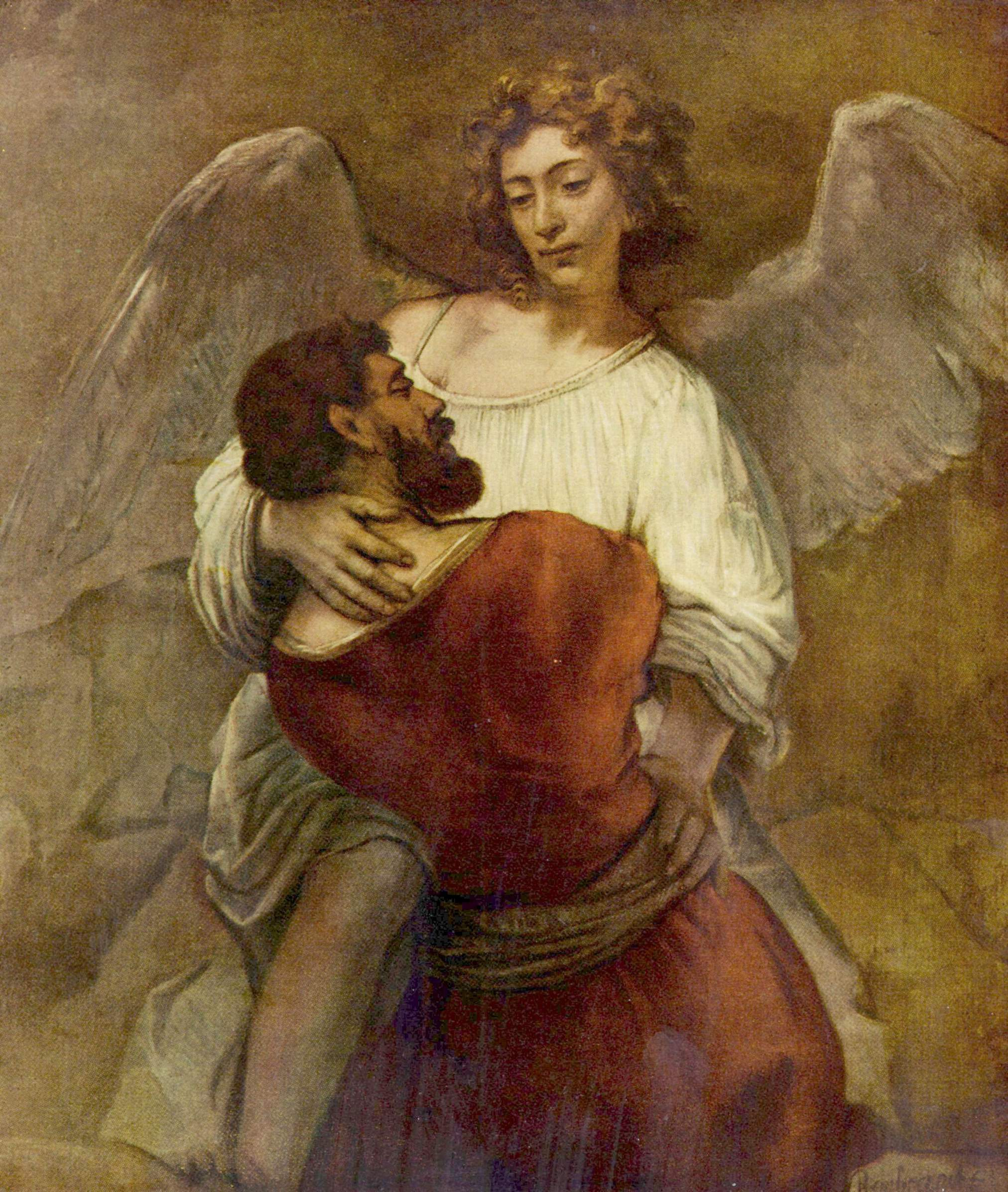
Rembrandt: Giacobbe e l'Angelo, Gemäldegalerie, Berlino (1659)
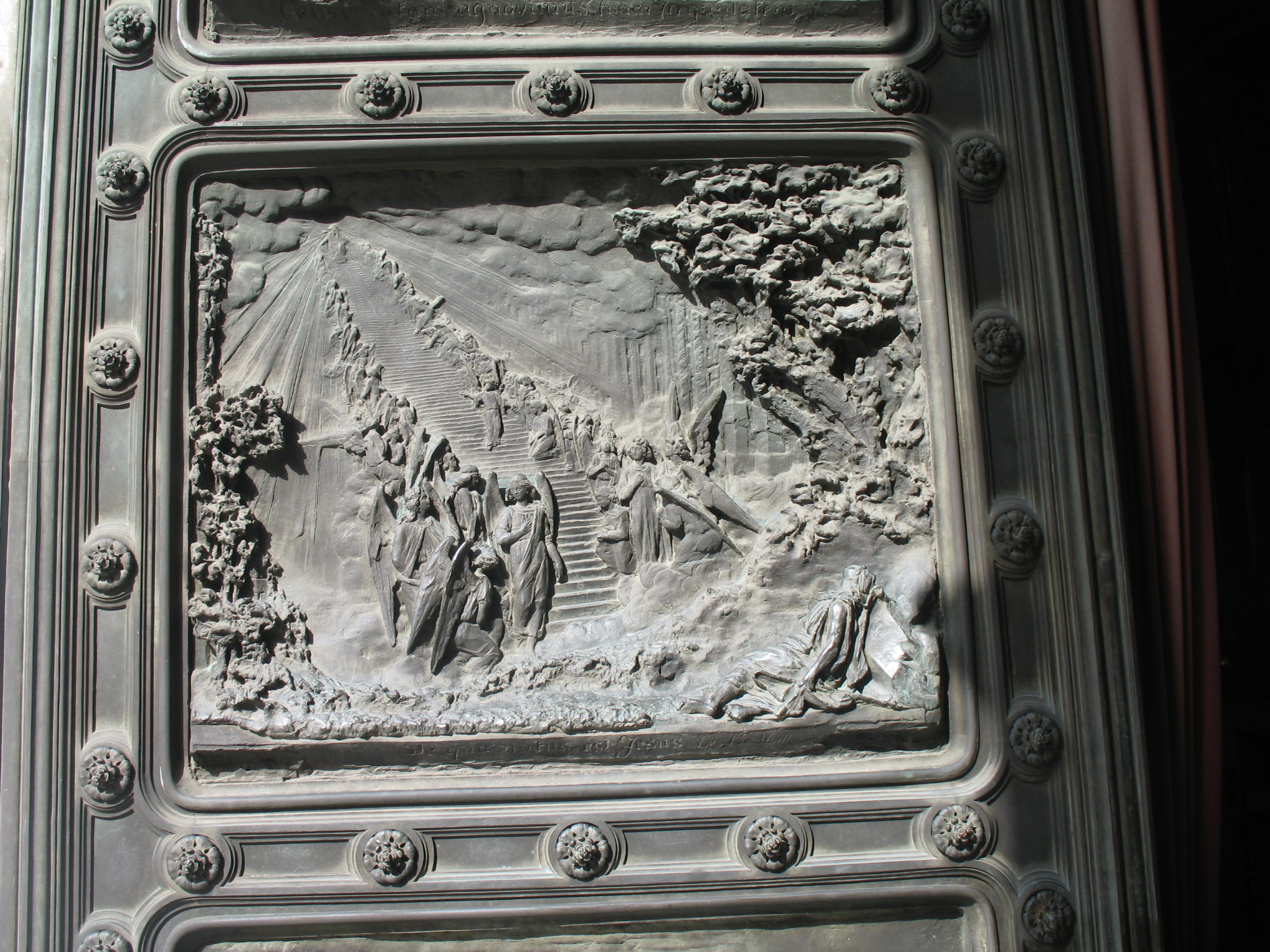
L'episodio della "Scala di Giacobbe" in un pannello del portale bronzeo della Basilica dell'Assunta al Sacro Monte di Varallo, Varallo

## Filmografia
- Giacobbe, 1994.[35]

### Riferimenti
1. ↑  Cf.  Giacobbe, in Treccani.it – Enciclopedie on line, Roma, Istituto dell'Enciclopedia Italiana.
2. ↑  Cf. (EN) Giacobbe, in Enciclopedia Britannica, Encyclopædia Britannica, Inc.
3. 1 2  Cf.  Giacòbbe, in Sapere.it, De Agostini.
4. ↑   Genesi  25, 26, su laparola.net.
5. 1 2  Cf. Antonio Borrelli, san Giacobbe Patriarca in santiebeati.it.
6. 1 2  Brown, 2002, p. 37.
7. ↑   Gen 25, 24 - 49. 33, su laparola.net.
8. ↑   Genesi 25, 26, su La Parola - La Sacra Bibbia in italiano in Internet.
9. ↑   Genesi  27, 36, su laparola.net.
10. ↑   Genesi 32, 29, su laparola.net.
11. ↑   Law on Alteration of Family and Personal Names, su ushmm.org. URL consultato il 13 gennaio 2018.
12. ↑   Genesi 25, 29-34, su La Parola - La Sacra Bibbia in italiano in Internet.
13. ↑  Cf.  lenticchia, in Treccani.it – Vocabolario Treccani on line, Roma, Istituto dell'Enciclopedia Italiana.
14. ↑   Gen30,31-36, su laparola.net.
15. ↑  "Ma Giacobbe prese rami freschi di pioppo, di mandorlo e di platano, ne intagliò la corteccia a strisce bianche, mettendo a nudo il bianco dei rami. Poi egli mise i rami così scortecciati nei truogoli agli abbeveratoi dell'acqua, dove veniva a bere il bestiame, proprio in vista delle bestie, le quali si accoppiavano quando venivano a bere. Così le bestie si accoppiarono di fronte ai rami e le capre figliarono capretti striati, punteggiati e chiazzati. [...] Ogni qualvolta si accoppiavano bestie robuste, Giacobbe metteva i rami nei truogoli in vista delle bestie, per farle concepire davanti ai rami. Quando invece le bestie erano deboli, non li metteva. Così i capi di bestiame deboli erano per Làbano e quelli robusti per Giacobbe. Egli si arricchì oltre misura" ( Gen30,37-43, su laparola.net.).
16. ↑   Gen35,23-26, su laparola.net.
17. ↑  AAVV, Personaggi della Bibbia, Touring Club Italiano, 2014, pp. 78-97, ISBN 9788836564972.
18. ↑   Genesi 28:10-22, su La Parola - La Sacra Bibbia in italiano in Internet.
19. ↑  Rivista di storia e letteratura religiosa, Volume 41, Edizioni 1-3, Firenze, S. Olschki, 2005. Anteprima parziale su books.google.it.
20. ↑  Cf. Andrea Barretta, Il guado di Iabbok. Scritti di antropologia trascendentale e filosofia della religione, Roma, Gruppo Albatros Il Filo, 2009. ISBN 88-567-0867-1; ISBN 978-88-567-0867-7. Estratto del testo disponibile online. URL consultato l'11-04-2011.
21. ↑   Genesi 32, 24-34, su laparola.net.
22. ↑  Cf. commentario a  Genesi 32, 24, su laparola.net. in laparola.net.
23. ↑  Bibbia di Gerusalemme, EDB, 2011, p. 86-87, ISBN 978-88-10-82031-5.
24. ↑   Genesi 46, 26-27, su La Parola - La Sacra Bibbia in italiano in Internet.
25. ↑   Es 1, 5, su La Parola - La Sacra Bibbia in italiano in Internet.
26. ↑   At 7, 14, su La Parola - La Sacra Bibbia in italiano in Internet.
27. ↑   Genesi 50, 13, su La Parola - La Sacra Bibbia in italiano in Internet.
28. ↑   Atti 7, 15-16, su La Parola - La Sacra Bibbia in italiano in Internet.
29. ↑  Bibbia TOB, Nuovo Testamento Vol.3, Elle Di Ci Leumann, p. 385, 1976.
30. ↑  Bibbia di Gerusalemme, EDB, 2011, pp. 2599-2600, ISBN 978-88-10-82031-5.
31. ↑   Esodo 3, 6, su La Parola - La Sacra Bibbia in italiano in Internet.
32. ↑  R. Della Rocca, Identità e alterità nel pensiero ebraico, in In principio Dio creò, Humanitas 53 (4/1998), p. 653.
33. ↑   Genesi 28, 11), su La Parola - La Sacra Bibbia in italiano in Internet.
34. ↑  A. Mello, Abramo, l'uomo del mattino, in il tempo, PSV-parole spirito e vita 36 (2/1997), p. 37.
35. ↑   Giacobbe, su holyart.it.